# Patrick McLoughlin
Patrick Allen McLoughlin, född 30 november 1957 i Stafford, är en brittisk politiker (Konservativa partiet). Han har varit ledamot av brittiska underhuset sedan 1986, först för valkretsen West Derbyshire och från 2010 för den nya valkretsen Derbyshire Dales. Den 4 september 2012 utnämndes han till transportminister i David Camerons första kabinett och fortsatte i det andra. McLoughlin har varit gruvarbetare och är därmed en av ganska få brittiska underhusledamöter som varit kroppsarbetare före inträdet i parlamentet. Den 14 juli 2016 utnämndes han till posterna som det Konservativa Partiets ordförande och Kansler för hertigdömet Lancaster.